# Associazione Calcio Viareggio 1999-2000
Questa pagina raccoglie le informazioni riguardanti l'Associazione Calcio Viareggio nelle competizioni ufficiali della stagione 1999-2000.

## Stagione
L'obbiettivo era la salvezza ed è stato centrato. La squadra, se ci credesse maggiormente, potrebbe lottare per la zona play-off. Si potrebbe dire che è stata una bella sorpresa. A fine stagione arriva la notizia, che il Viareggio è nuovamente in vendita.

## Rosa
| N. |                   | Ruolo | Calciatore           |
| -- | ----------------- | ----- | -------------------- |
|    | Italia (bandiera) | C     | Samuele Ceciarini    |
|    | Italia (bandiera) | A     | Cristiano Cosignani  |
|    | Italia (bandiera) | D     | Lorenzo Fiale        |
|    | Italia (bandiera) | A     | Gianni Florio        |
|    | Italia (bandiera) | C     | Valerio Fommei       |
|    | Italia (bandiera) | C     | Gianfilippo Forno    |
|    | Italia (bandiera) | C     | Carlo Fruzza         |
|    | Italia (bandiera) | D     | Andrea Gazzoli       |
|    | Italia (bandiera) | D     | Gabriele Gemignani   |
|    | Italia (bandiera) | D     | Daniele Giannotti    |
|    | Italia (bandiera) | C     | Vincenzo Langone     |
|    | Italia (bandiera) | P     | Alessandro Lazzarini |
|    | Italia (bandiera) |       | Marco Lazzeri        |
|    | Italia (bandiera) | C     | Giansimone Leonildi  |

| N. |                      | Ruolo | Calciatore            |
| -- | -------------------- | ----- | --------------------- |
|    | Italia (bandiera)    | A     | Cristiano Luconi      |
|    | Italia (bandiera)    | D     | Diego Palermo         |
|    | Italia (bandiera)    | D     | Gianluca Picciau      |
|    | Italia (bandiera)    | A     | Riccardo Ramazzotti   |
|    | Italia (bandiera)    | C     | Alberto Reccolani     |
|    | Italia (bandiera)    | C     | Andrea Rota           |
|    | Italia (bandiera)    | A     | Carlo Rubinacci       |
|    | Italia (bandiera)    | C     | Ibrahiman Scandroglio |
|    | Italia (bandiera)    | C     | Francesco Sindone     |
|    | Italia (bandiera)    | D     | Jimmy Suppa           |
|    | Italia (bandiera)    | D     | Fabio Valotti         |
|    | Italia (bandiera)    | C     | Leonardo Varchetta    |
|    | Rep. Ceca (bandiera) | P     | Milan Zahalka         |